# Ptychadena mahnerti
Ptychadena mahnerti es una especie  de anfibios de la familia Ranidae.

## Distribución geográfica
Se encuentra en Kenia y, posiblemente en Uganda. 

## Estado de conservación
Se encuentra amenazada de extinción por la pérdida de su hábitat natural.